# AgfaPhoto
AgfaPhoto é uma empresa alemã, que fabrica câmeras e outros equipamentos fotográficos, foi fundada em 2004 após a Agfa vender a sua divisão fotograficapossui fabricas na Bélgica, Holanda, Alemanha e na Itália.

## História
Em 2004, a Agfa-Gevart anunciou que havia chegado a um acordo definitivo para se desfazer de toda a divisão de Consumer Imaging  por 175,5 milhões de euros em setembro de 2004, na época essa divisão produzia equipamentos de imagem e video, equipamentos de laboratório e tinha 2.870 funcionários que foram transferidos para a nova empresa, a AgfaPhoto.Em 2 de novembro de 2004, a operação de venda foi concluída.
A operação revelou-se um prejuízo de 430 milhões de euros, Embora as condições comerciais para os segmentos de HealthCare e Graphic System tenham melhorado consideravelmente para a Agfa-Gevaert, o grupo belga é fortemente impactado no restante do ano pela perda esperada com o desinvestimento do negócio de Consumer Imaging.
Em outubro de 2006, a AgfaPhotgo concedeu a licença de sua marca para o grupo industrial francês SAGEM para a produção de impressoras fotográficas de formato 10×15 e que iriam ser vendidas na Europa, África e Austrália.